# Cornelius (Antiochia)
Cornelius († um 151) war ein früher Bischof von Antiochien. Seine Amtszeit wird etwa in die Jahre 127–151 (oder 154) datiert. Sowohl sein Vorgänger im Amt als auch sein Nachfolger trugen den Namen Heros. Über ihn selbst ist wenig bekannt.
| Vorgänger | Amt                                | Nachfolger |
| --------- | ---------------------------------- | ---------- |
| Heros I.  | Bischof von Antiochien ca. 126–151 | Heros II.  |

| Personendaten    | Personendaten                      |
| ---------------- | ---------------------------------- |
| NAME             | Cornelius                          |
| KURZBESCHREIBUNG | Bischof von Antiochien             |
| GEBURTSDATUM     | 1. Jahrhundert oder 2. Jahrhundert |
| STERBEDATUM      | um 151                             |